# Gornje Krečane
Gornje Krečane je naseljeno mjesto u sastavu općine Gradačac, Federacija Bosne i Hercegovine, a dio u sastavu općine Modriča, Republika Srpska.

## Stanovništvo
| Gornje Krečane     |              |
| godina popisa      | 1991.        |
| Srbi               | 285 (98,62%) |
| Hrvati             | 1 (0,35%)    |
| Muslimani          | 0            |
| Jugoslaveni        | 0            |
| ostali i nepoznato | 3 (1,03%)    |
| ukupno             | 289          |